# Columbus Monument
Columbus Monument är ett monument i Spanien.   Det ligger i provinsen Provincia de Sevilla och regionen Andalusien, i den sydvästra delen av landet, 400 km sydväst om huvudstaden Madrid. Columbus Monument ligger 15 meter över havet.
Terrängen runt Columbus Monument är platt.Runt Columbus Monument är det mycket tätbefolkat, med 1 956 invånare per kvadratkilometer. Närmaste större samhälle är Sevilla, 1,3 km öster om Columbus Monument. Runt Columbus Monument är det i huvudsak tätbebyggt.